# Bộ Chân đều
Bộ Chân đều hay còn gọi là động vật đẳng túc là một bộ động vật giáp xác. Danh pháp khoa học của bộ này là Isopoda có nguồn gốc từ tiếng Hy Lạp ἴσος (iso-, nghĩa là "giống nhau") và ποδός (podos, là "chân"). Hóa thạch của các loài trong bộ này có tuổi vào kỷ Cacbon (tương đương với thế Pennsylvania ở Hoa Kỳ), ít nhất là 300 triệu năm.

## Miêu tả

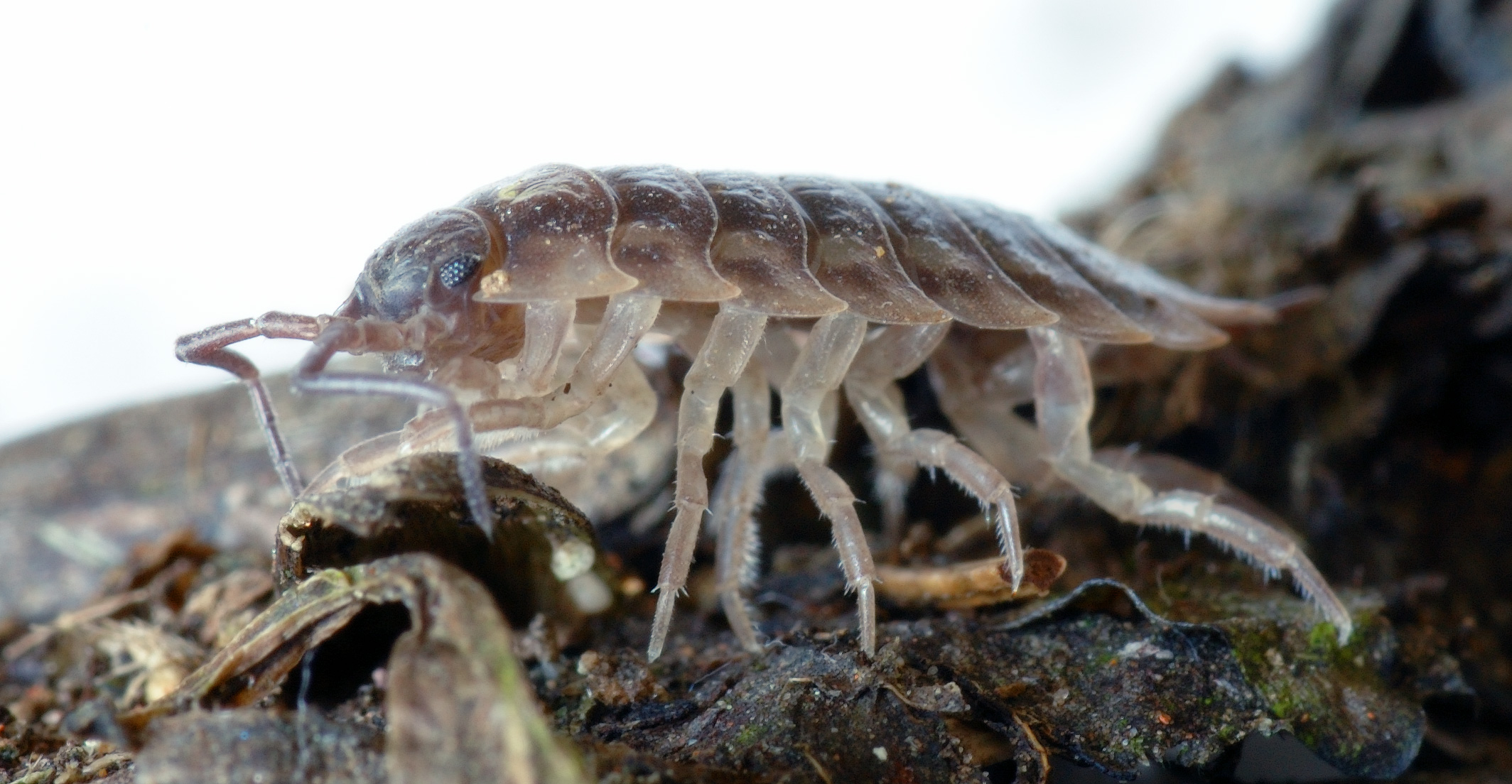
The woodlouse Oniscus asellus from the side

Isopoda là những loài giáp xác có cơ thể tương đối nhỏ với 7 cặp chân giống nhau về kích thước và hình dạng, nằm trong khoảng từ 300 micrômét (0,012 in) đến 50 xentimét (20 in) như ở loài Bathynomus giganteus. Thông thường chúng dẹp theo chiều lưng bụng, mặc dù một số loài không có đặc điểm như vậy, đặc biệt là các loài sống trong lòng biển sâu hoặc trong nước ngầm (trong các hang động ngầm). Các loài chân giống không có giáp do nó bị thoái hóa thành một "tấm khiên đầu" chỉ che phủ phần đầu. Trao đổi khí diễn ra trong các chân bơi giống như mang chuyên biệt hóa ở phía sau của cơ thể. Các loài chân giống sống trên cạn, các chân bơi này thường biến đổi thành các cấu trúc giống như phổi, và các "lá phổi" này dễ dàng thấy ở mặt dưới của các loài trong phân bộ Oniscidea.

## Sự đa dạng và phân loại
Isopoda thuộc nhóm Peracarida, một nhóm lớn được hợp lại bởi các loài trong nhóm đều có túi ấp trứng. 
Bộ Isopoda, bao gồm hơn 10.000 loài và 4.500 loài trong số đó được tìm thấy trong môi trường biển. Và được xếp vào 11 phân bộ.
Bộ Chân đều Isopoda
- - Asellota
  - Phreatoicidea
- Scutocoxifera
  - Calabozoidea
  - Cymothoida
  - Limnoriidea
  - Oniscidea
  - Phoratopidea
  - Sphaeromatidea
  - Tainisopidea
  - Valvifera
  - Incertae sedis
    -       - Anhelkocephalon

    - Urdidae
      - Urda